# 米爾科·安特努西

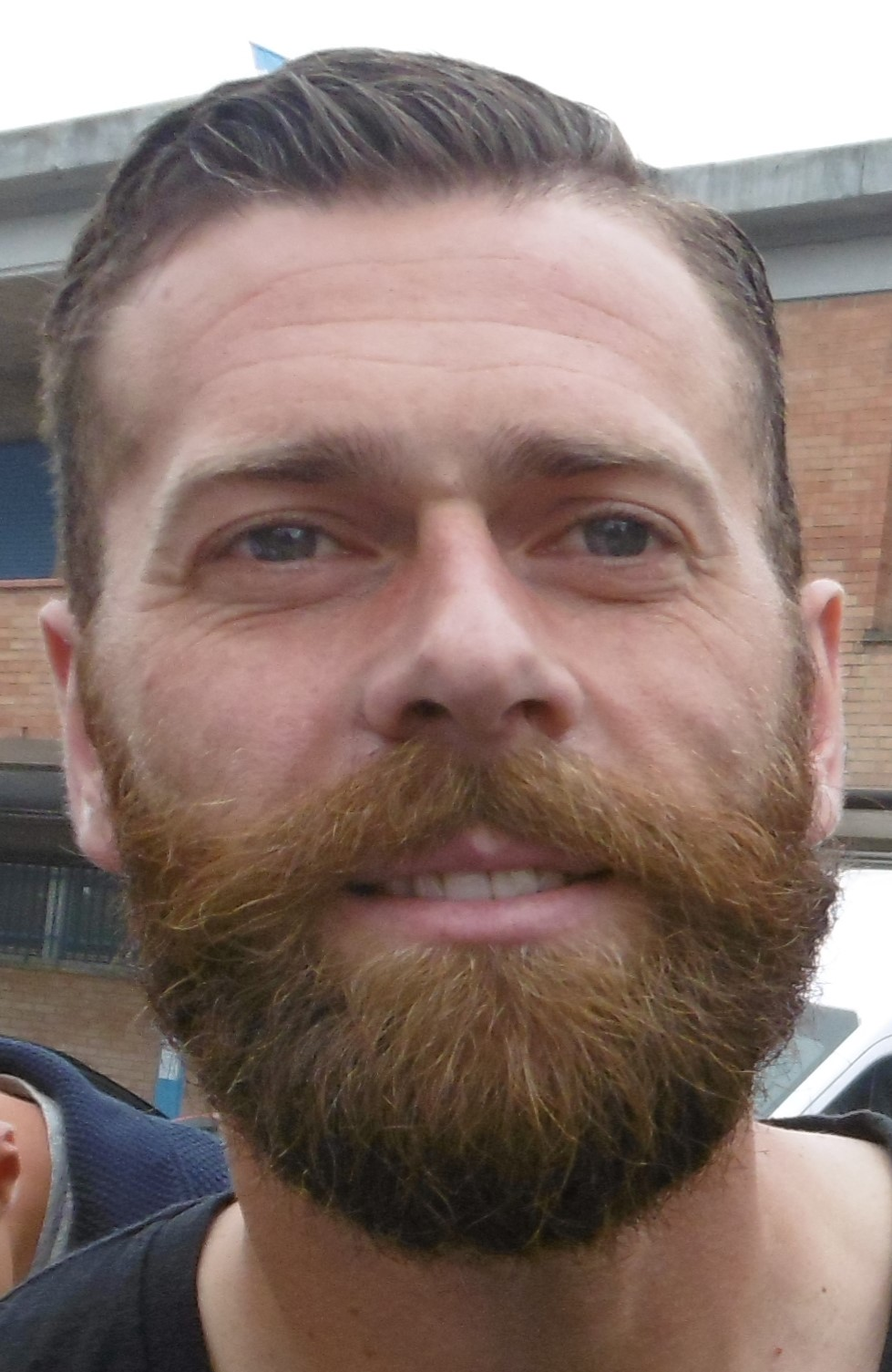

米爾科·安特努西（義大利語：Mirco Antenucci；1984年9月8日—）是一位意大利足球運動員。在場上的位置是前鋒。他現在效力於意大利甲組足球聯賽球隊史帕爾。他也曾代表意大利國家青年足球隊參賽。